# 黃金故事
《黃金故事》是倪匡筆下科幻小說衛斯理系列之一，系列編號58C。內容描述人類為了爭奪黃金表現出的殘忍和醜惡，以及在殘酷環境中的一段淒艷愛情故事。

## 故事大綱

### 第一卷錄影帶
衛斯理和白素收到一卷錄影帶，內容描述哥老會、鷹煞幫、外幫為了爭奪金沙江上游一段江流的淘金權，各派出一隊20人的「金子來」，在神牙臺展開一場大廝殺的過程。廝殺的結果由哥老會的張拾來擊敗鷹煞幫的高手，取得最後勝利。
一個淘金的苦工在3年來偷偷積攢了30斤黃金後，想要逃離金沙江，他邀了相識的妓女銀花兒一起離開。

### 第二卷錄影帶
離開的途中，不幸被妓女銀花兒殺害。
哥老會子字堂張堂主要求殺手張拾來暗殺分會龍頭，想要取而代之。張拾來一擊得手，但卻遭到張堂主暗算，所幸跳進金沙江中逃走。張堂主成為新的龍頭，他不斷凌虐銀花兒，希望能夠引誘張拾來出面而把他殺掉滅口。

### 主角現身說法
之後，白老大找來常福，他解說了許多眾人不明之處。張拾來逃走後，躲在常福家中；等待多年以後，終於殺死張堂主報仇。張拾來報仇後，來到了上海，改名換姓又變換外貌，開始他傳奇的下半生。。

### 尾聲
衛斯理有一個疑問，為何現代先進的攝影器材，可以回到幾十年前拍攝。後來從常褔口中得知，原來張拾來當日遇到的兩人是時間旅人王居風和高彩虹，他們有穿梭時空的能力，兩卷錄影帶就是他們拍的。謎團解開，小說至此結束。

## 主要人物
- 衛斯理　　- 　主角的作家。好管閒事的人。
- 白素　　　- 　主角衛斯理之妻。
- 白老大　　- 　前青幫老大，白素的父親，負責解說錄影帶內容。
- 張拾來　　- 　黃金故事的主角，刀法如神，卻陽痿沒有生育能力。影射人物為杜月笙[原創研究？]
- 張堂主　　- 　子字堂堂主，曾救過棄嬰張拾來，張拾來視之如父，後來兩人卻因一個女人銀花兒反目，刀刃相向。
- 銀花兒　　- 　張拾來養父張堂主的女人。原本是個妓女。
- 常福　　　- 　白老大與張拾來的朋友。解說剩下的謎底。
- 王居風　　- 　歐洲歷史學家，有穿梭時空的能力，事蹟詳見《迷藏》。
- 高彩虹　　- 　王居風的妻子，白素的表妹，有穿梭時空的能力，事蹟詳見《筆友》與《迷藏》。

| 前任者： 058B 生死鎖 | 衛斯理系列（按編號） 058C                            | 繼任者： 058D 遊戲 |
| 前任者： 生死鎖      | 衛斯理系列（按連載時序） 1986年1月16日至1986年5月2日 | 繼任者： 廢墟      |